# 滿慶
滿慶（？年—？年），鑲藍旗滿洲人， 繙譯鄉試中式舉人，嘉慶八年癸亥科繙譯會試中式進士，由主事洊陞戸部員外郎，補授江西道御史，掌四川道。